# Municipalità locale di Maquassy Hills
Maquassi Hills è una municipalità locale (in inglese Maquassi Hills Local Municipality) appartenente alla municipalità distrettuale di Dr. Kenneth Kaunda della provincia del Nordovest in Sudafrica.
Il suo territorio si estende su una superficie di 4.643 km² ed è suddiviso in 8 circoscrizioni elettorali (wards). Il suo codice di distretto è NW404.

## Geografia fisica

### Confini
La municipalità locale di Maquassy Hills confina a nord con quella di Tswaing (Ngaka Modiri Molema), a nordest con quella di City of Motlosana, a est e a sudest con quella di Nala (Lejweleputswa/Free State), a sudovest 
con quella di Tswelopele (Lejweleputswa/Free State) e a ovest con quelle di Lekwa-Teemane e Mamusa (Dr. Ruth Segomotsi Mompati).

### Città e comuni
- Kareeboom
- Kgakala
- Lebaleng
- Leeudoringstad
- Makwassie
- Maquassi Hills
- Rulaganyang
- Tswelelang
- Witpoort
- Wolmaransstad

### Fiumi
- Bamboesspruit
- Dowwespruit
- Klipspruit
- Leeudoringspruit
- Makwassiespruit
- Vaal
- Wolwespruit

### Dighe
- Bloemhofdam
- Maquassie Dam
- Wolmaransstad Dam